# W. W. Norton & Company

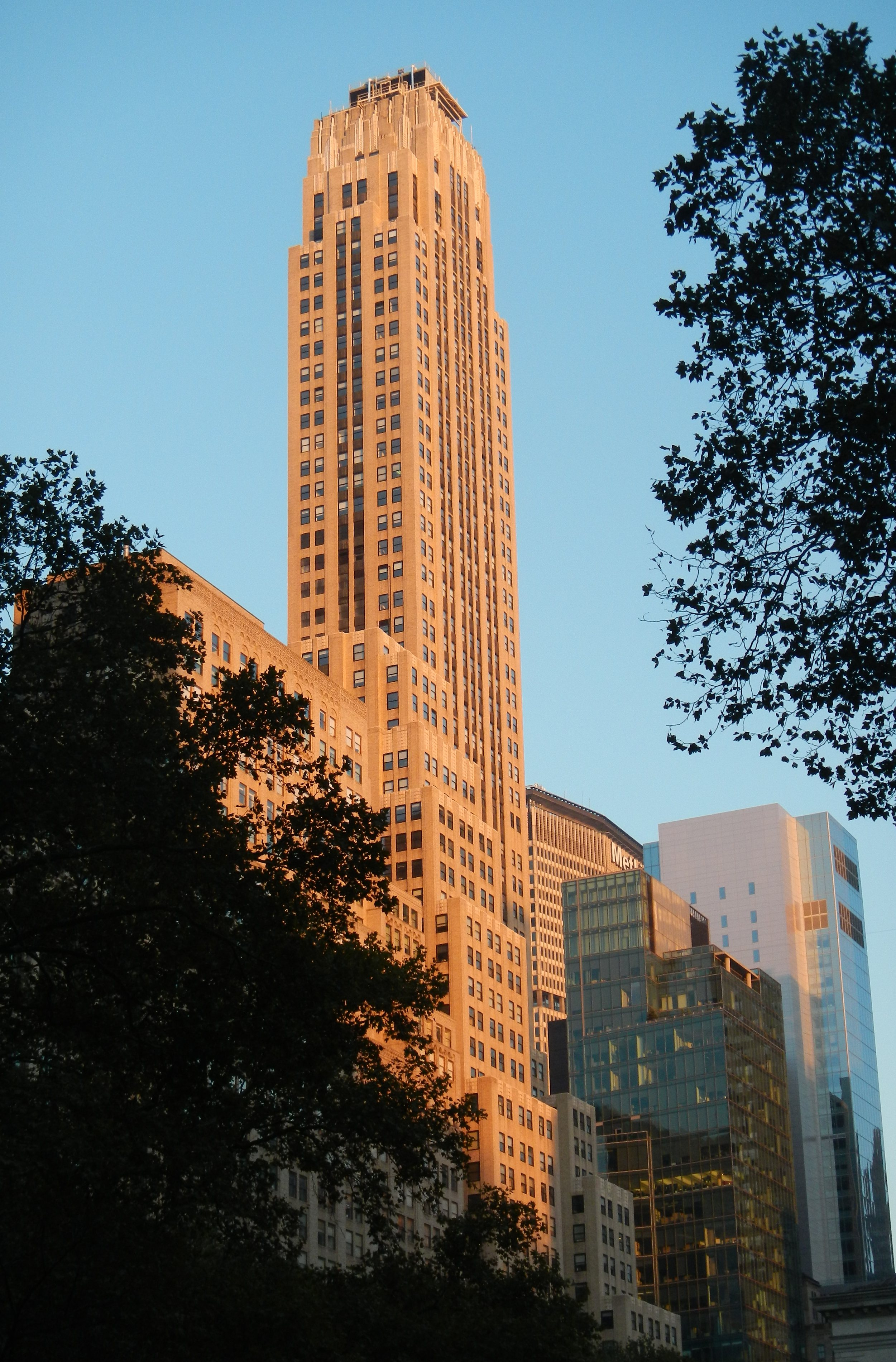
500 Fifth Avenue, la sede della casa editrice

W. W. Norton & Company è una casa editrice statunitense con sede a New York. Fondata nel 1923, dall'inizio degli anni '60 è interamente di proprietà dei suoi dipendenti. L'azienda è nota per le sue Norton Anthologies (in particolare The Norton Anthology of English Literature) e i suoi testi nella serie Norton Critical Editions, entrambi assegnati frequentemente nei corsi universitari di letteratura.

## Storia
Le radici dell'azienda risalgono al 1923, quando William Warder Norton fondò l'azienda con la moglie Mary Dows Herter Norton, e ne diventò il primo presidente. Negli anni '60, Mary Norton offrì la maggior parte delle sue azioni ai suoi principali editori e manager. Storer D. Lunt subentrò nel 1945 dopo la morte di Norton, e gli successe George Brockway (1957-1976), Donald S. Lamm (1976-1994), W. Drake McFeely (1994-2017), e Julia A Reidhead (2017-oggi). Reidhead è stato vicepresidente e direttore editoriale della divisione Norton's College ed ex redattore delle Norton Anthologies.

## Serie

### Norton Anthologies
Norton Anthologies raccoglie opere classiche di varie letterature; forse l'antologia più nota della serie è la Norton Anthology of English Literature, che è, al 2018, alla sua decima edizione. Norton Anthologies presenta note generali su ciascun autore, un'introduzione generale a ciascun periodo della letteratura e annotazioni per ogni testo antologizzato.

### Norton Critical Editions
Come Oxford World's Classics e Penguin Classics, Norton Critical Editions fornisce ristampe di letteratura classica e, in alcuni casi, opere classiche di saggistica. Tuttavia, a differenza della maggior parte delle edizioni critiche, tutte le Norton Critical Edition sono sourcebook (libri che forniscono un'introduzione a un dato argomento) che forniscono una selezione di documenti contestuali e saggi critici insieme a un testo modificato. Le annotazioni al testo sono fornite come note a piè di pagina, piuttosto che come note di chiusura.

### The States and the Nation
La serie The States and the Nation è stata pubblicata in occasione del bicentenario degli Stati Uniti. Comprendeva 51 volumi, uno per ogni stato e uno per il Distretto di Columbia. La serie è stata amministrata dall'American Association for State and Local History (Associazione statunitense per la storia statale e locale) tramite una sovvenzione del National Endowment for the Humanities.

## Autori notevoli
- Dean Acheson
- A. R. Ammons
- Diane Ackerman
- Andrea Barrett
- Vincent Bugliosi
- Kate Brown
- Jared Diamond
- Rita Dove
- John W. Dower
- Andre Dubus III
- Stephen Dunn
- Erik Erikson
- Eric Foner
- Nadine Gordimer
- Annette Gordon-Reed
- Stephen Greenblatt
- Pekka Hämäläinen
- Seamus Heaney
- Sam Harris
- Carl Jung
- Sebastian Junger
- Nicole Krauss
- Eric Kandel
- Pete Buttigieg
- Paul Krugman
- Maxine Kumin
- Stanley Kunitz
- Joseph Lash
- Michael Lewis
- William McFeely
- John Matteson
- John Mearsheimer
- Edmund Morgan
- Edmund Phelps
- Gustave Reese
- Adrienne Rich
- Mary Roach
- Russell Shorto
- Jonathan Spence
- Joseph Stiglitz
- William Taubman
- Alan Taylor
- Neil deGrasse Tyson
- Harold Varmus
- Isser Woloch
- Sean Wilentz
- Edward O. Wilson
- Fareed Zakaria
- Hal Varian